# Top manta

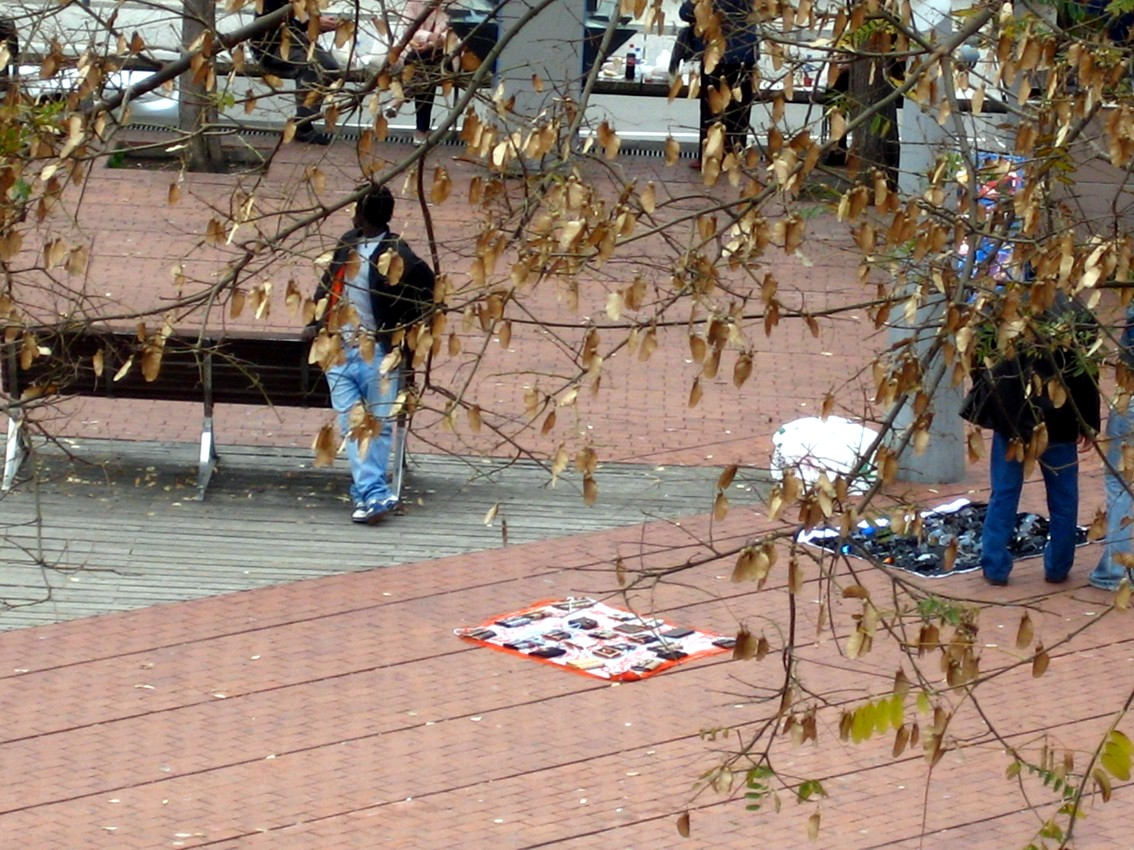
Top manta w Barcelonie

Top manta – wyrażenie stosowane przez Hiszpanów do określenia handlu naręcznego (takiego, gdzie sprzedaje się produkty ułożone na ziemi bądź trzymane w dłoni) podrobionymi towarami. Mogą to być płyty z muzyką, filmami, grami komputerowymi, ubrania, zegarki i inne imitacje oryginalnych rzeczy. Tego typu materiały naruszają prawo autorskie obowiązujące w tym państwie, więc taka działalność jest nielegalna. Osoby, które zajmują się wspomnianą sprzedażą nazywani są manteros lub topmanteros.